# Caleb Martin
Pour les articles homonymes, voir Martin (nom de famille).
Caleb Martin, né le 28 septembre 1995 à Winston-Salem en Caroline du Nord, est un joueur américain de basket-ball évoluant au poste d'ailier et mesurant 1,95 m.
Il est le frère jumeau de Cody Martin, également basketteur professionnel en NBA.

## Biographie

### Carrière universitaire
Entre 2014 et 2016, il joue pour le Wolfpack de North Carolina State à l'université d'État de Caroline du Nord.
En 2016, il part à l'université du Nevada à Reno. Entre 2017 et 2019, il joue ainsi pour le Wolf Pack du Nevada, où ses statistiques progressent sous la houlette de l'entraineur Eric Musselman.

### Carrière professionnelle

#### Hornets de Charlotte (2019-2021)
À l'issue de son cursus universitaire à l'université du Nevada, Caleb Martin n'est pas drafté le 20 juin 2019.
Le 31 juillet 2019, il signe un contrat avec les Hornets pour participer au camp d'entraînement.
Le 19 octobre 2019, il intègre l'effectif des Hornets de Charlotte pour la saison à venir.
Entre le 7 novembre 2019 et le 8 février 2020, il est envoyé plusieurs fois au Swarm de Greensboro, l'équipe de G-League affiliée aux Hornets.

#### Heat de Miami (2021-2024)
En août 2021, Martin est licencié par les Hornets mais en septembre, il est recruté par le Heat de Miami avec lequel il signe un contrat two way. En février 2022, son contrat two-way est converti en contrat standard. 
Le 6 juillet 2022, Martin prolonge avec le Heat de Miami pour 20 millions de $ sur 3 ans. Il réussit son intégration au Heat, notamment en accomplissant des taches défensives, en relais puis en remplacement de P. J. Tucker parti à Philadelphie à l'été 2022.
Lors des play-offs 2023 où le Heat marque les mémoires en devenant le deuxième huitième à atteindre les finales, il brille en l'absence de Tyler Herro blessé à la main. Chargé du scoring et des tirs extérieurs, il passe notamment à une voix de remporter le trophée Larry Bird de MVP des finales de conférence est, face au Celtics, finalement attribué à Jimmy Butler. Son équipe, après avoir battu les Bucks de Milwaukee 4-1, les Knicks de New York 4-2 et les Celtics de Boston 4-3, est toutefois défaite en finale par les Nuggets de Denver, 4-1.

#### 76ers de Philadelphie (2024-2025)
En juillet 2024, il signe avec les 76ers de Philadelphie pour quatre ans et 32 millions de dollars.

#### Mavericks de Dallas (depuis 2025)
Début février 2025, il est transféré aux Mavericks de Dallas contre Quentin Grimes.

## Palmarès
- Champion de la Conférence Est en 2023 avec le Heat de Miami.

## Statistiques

### Universitaires
| Saison    | Équipe         | Matchs | Titul. | Min./m | % Tir | % 3pts | % LF | Rbds/m. | Pass/m. | Int/m. | Ctr/m. | Pts/m. |
| --------- | -------------- | ------ | ------ | ------ | ----- | ------ | ---- | ------- | ------- | ------ | ------ | ------ |
| 2014-2015 | North Carolina | 36     | 1      | 16,6   | 35,6  | 30,5   | 69,5 | 2,86    | 0,72    | 0,31   | 0,33   | 4,78   |
| 2015-2016 | North Carolina | 33     | 19     | 30,5   | 38,9  | 36,1   | 66,7 | 4,67    | 1,42    | 0,91   | 0,58   | 11,48  |
| 2017-2018 | Nevada         | 36     | 36     | 33,3   | 45,3  | 40,3   | 74,9 | 5,39    | 2,56    | 1,25   | 0,58   | 18,83  |
| 2018-2019 | Nevada         | 34     | 33     | 34,1   | 40,9  | 33,8   | 73,2 | 5,15    | 2,82    | 1,44   | 0,76   | 19,24  |
| Total     | Total          | 139    | 79     | 28,5   | 41,4  | 35,9   | 72,5 | 4,50    | 1,88    | 0,97   | 0,56   | 13,55  |

### Professionnelles

#### Saison régulière
| Saison    | Équipe       | Matchs | Titul. | Min./m | % Tir | % 3pts | % LF | Rbds/m. | Pass/m. | Int/m. | Ctr/m. | Pts/m. |
| --------- | ------------ | ------ | ------ | ------ | ----- | ------ | ---- | ------- | ------- | ------ | ------ | ------ |
| 2019-2020 | Charlotte    | 18     | 1      | 17,6   | 44,0  | 54,1   | 81,0 | 2,11    | 1,28    | 0,67   | 0,39   | 6,17   |
| 2020-2021 | Charlotte    | 53     | 3      | 15,4   | 37,5  | 24,8   | 64,1 | 2,66    | 1,26    | 0,70   | 0,23   | 4,98   |
| 2021-2022 | Miami        | 60     | 12     | 22,9   | 50,7  | 41,3   | 76,3 | 3,83    | 1,07    | 0,97   | 0,50   | 9,18   |
| 2022-2023 | Miami        | 71     | 49     | 29,3   | 46,4  | 35,6   | 80,5 | 4,85    | 1,65    | 1,00   | 0,44   | 9,62   |
| 2023-2024 | Miami        | 64     | 23     | 27,4   | 43,1  | 34,9   | 77,8 | 4,40    | 2,20    | 0,70   | 0,50   | 10,00  |
| 2024-2025 | Philadelphie | 31     | 24     | 30,4   | 43,5  | 37,9   | 62,2 | 4,40    | 2,20    | 1,10   | 0,60   | 9,10   |
| Total     | Total        | 297    | 112    | 24,5   | 44,9  | 35,9   | 73,9 | 3,90    | 1,60    | 0,90   | 0,40   | 8,50   |

Mise à jour le 5 février 2025

#### Playoffs
| Saison | Équipe | Matchs | Titul. | Min./m | % Tir | % 3pts | % LF  | Rbds/m. | Pass/m. | Int/m. | Ctr/m. | Pts/m. |
| ------ | ------ | ------ | ------ | ------ | ----- | ------ | ----- | ------- | ------- | ------ | ------ | ------ |
| 2022   | Miami  | 17     | 0      | 12,3   | 40,0  | 30,3   | 33,3  | 2,20    | 0,30    | 0,60   | 0,10   | 4,50   |
| 2023   | Miami  | 23     | 4      | 30,2   | 52,9  | 42,3   | 82,9  | 5,43    | 1,57    | 0,87   | 0,39   | 12,65  |
| 2024   | Miami  | 5      | 5      | 35,1   | 46,7  | 44,0   | 100,0 | 3,60    | 1,40    | 0,60   | 0,00   | 11,60  |
| Total  | Total  | 45     | 9      | 24,0   | 48,9  | 40,1   | 78,3  | 4,00    | 1,10    | 0,70   | 0,20   | 9,40   |

Mise à jour le 6 juillet 2024

## Records sur une rencontre en NBA
Les records personnels de Caleb Martin en NBA sont les suivants, :
| Type de statistique        | Saison régulière | Saison régulière        | Saison régulière | Playoffs | Playoffs             | Playoffs      |
| Type de statistique        | Record           | Adversaire              | Date             | Record   | Adversaire           | Date          |
| -------------------------- | ---------------- | ----------------------- | ---------------- | -------- | -------------------- | ------------- |
| Points                     | 28               | Bucks de Milwaukee      | 8 décembre 2021  | 26       | @ Celtics de Boston  | 29 mai 2023   |
| Paniers marqués            | 10               | Wizards de Washington   | 23 novembre 2022 | 11       | 2 fois               | 2 fois        |
| Paniers tentés             | 18               | @ Nets de Brooklyn      | 25 novembre 2023 | 16       | 2 fois               | 2 fois        |
| Paniers à 3 points réussis | 7                | @ Celtics de Boston     | 25 décembre 2024 | 5        | @ Celtics de Boston  | 24 avril 2024 |
| Paniers à 3 points tentés  | 9                | 2 fois                  | 2 fois           | 8        | 3 fois               | 3 fois        |
| Lancers francs réussis     | 8                | @ Heat de Miami         | 11 mars 2020     | 3        | 5 fois               | 5 fois        |
| Lancers francs tentés      | 8                | 3 fois                  | 3 fois           | 4        | 5 fois               | 5 fois        |
| Rebonds offensifs          | 4                | 8 fois                  | 8 fois           | 3        | 3 fois               | 3 fois        |
| Rebonds défensifs          | 10               | 2 fois                  | 2 fois           | 14       | Celtics de Boston    | 27 mai 2023   |
| Rebonds totaux             | 12               | 3 fois                  | 3 fois           | 15       | Celtics de Boston    | 27 mai 2023   |
| Passes décisives           | 6                | 3 fois                  | 3 fois           | 6        | @ Bucks de Milwaukee | 19 avril 2023 |
| Interceptions              | 4                | 5 fois                  | 5 fois           | 2        | 8 fois               | 8 fois        |
| Contres                    | 4                | @ Raptors de Toronto    | 3 avril 2022     | 1        | 11 fois              | 11 fois       |
| Balles perdues             | 3                | 4 fois                  | 4 fois           | 3        | @ Celtics de Boston  | 27 mai 2022   |
| Minutes jouées             | 47               | @ Wizards de Washington | 18 novembre 2022 | 45       | @ Celtics de Boston  | 29 mai 2023   |

- Double-double : 10 (dont 3 en playoffs)
- Triple-double : 0

Dernière mise à jour : 27 octobre 2024

## Vie privée
Il est le frère jumeau de Cody Martin, qui a évolué avec lui à l'université puis chez les Hornets de Charlotte jusqu'en 2022.